# Богуш Корецький

Сучасний варіант гербу Погоня князів Корецьких

Богуш Федорович Корецький (1510 — 19 серпня 1576, Луцьк) — руський князь, військовий та державний діяч.

## Життєпис
Син князя Федора Івановича Корецького (пом. 1522) та княгині Ганни Жижемської у попередньому шлюбі Немириної.
Користувався авторитетом у королів Сигізмунда І Старого та Сигізмунда ІІ Августа. Керував поточною обороною відносно набігів кримських татар, ногайців та ін. За відбиті у 1549 і 1550 роках татарські напади був нагороджений королем. Розбив під Охматовом загони татар. Учасник військових кампаній проти московитів. 1562 році Сигізмунд ІІ Август наказував князям Вишневецьким з'явитися до замку Річиця до війська луцького і брацлавського старости кн. Богуша Корецького в зв'язку з війною з Московською державою. У 1564 році учасник першої битви під Чашниками.
У «Реєстрі шкод», який надсилався зі Стамбула до короля Польщі, за період з 14-23 жовтня 1548 р., 1 серпня — 6 листопада 1549 р. як одного з найбільших нападників на володіння турків у північному Причорномор'ї записано брацлавського старосту Богуша Корецького, старосту барського Бернарда Претвича, синів гетьмана коронного Миколи Сенявського Ієроніма (Ярослава), Миколи та князя Дмитра Вишневецького. У 1569 році підписав Люблінську унію. У 1572—1575 рр. один з членів третейського суду щодо залагодження конфлікту між пинським владикою Андрієм Русином та його зятем Семеном Хребтовичем-Богуринським.
Посади: волинський воєвода з 4 липня 1572 року, староста: житомирський з 1539 року, вінницький і брацлавський з 1550 року, луцький з 1560 року взамін за Житомирське староство з обіцянкою посади волинського воєводи, вінницький у 1569 р., звенигородський у 1570-х роках. В 1576 р. писарем у нього працював майбутній київський митрополит Михайло Рагоза.
Перед смертю князь прийняв чернечий постриг під іменем Євфимія. Згідно із його заповітом, був похований у Києво-Печерській лаврі, де була надгробна плита з епітафією.

## Фундаторська діяльність
Як спадкоємець батька, бездітних стриїв Василя, Лева, Олександра, разом із Жижемськими — князя Богдана Путивльського, отримав значні маєтності в Луцькому повіті, також у Київському, Брацлавському воєводствах; зокрема, Корець з 21 селом, Межиріч з 36 селами, Торговиця (локаційний привілей 1562 року), Яруня та інші. Мав маєток у Голишіві. Заснував три монастирі. Сприяв фортифікуванню замків у Брацлаві (1550 рік), Вінниці (1571 рік).

## Сім'я
Перший шлюб: княжна Ганна Санґушко (донька луцького старости Андрія Михайловича Санґушка; розлучились у 1546 р.). Друга — Марія Василівна (Маріанна) Чаплич Шпанівська. Сини:
- Яхим[11], 1576 року батько уклав з віленським каштеляном Яном Ходкевичем угоду стосовно його майбутнього одруження з Ганною Ходкевич через 6 років, яку підписали, зокрема, батьки та малолітній Яким та пізніше виконали[20]
- Юрій — помер молодим при житті батька[11].